# Latvijas Krievu savienība
Latvijas Krievu savienība (LKS; deutsch Lettlands Russische Union), bis Januar 2014 Par cilvēka tiesībām vienotā Latvijā (PCTVL, deutsch Für Menschenrechte im vereinten Lettland), ist eine Partei (bis 2007: ein Zusammenschluss verschiedener politischer Parteien) in Lettland, die hauptsächlich von den Russischsprachigen in Lettland unterstützt wird.

## Programm
Die PCTVL betont Themen, die dem russischen Teil der Bevölkerung wichtig sind. Die Partei fordert Russisch und Lettgallisch als zweite Amtssprachen in jenen Bezirken Lettlands einzuführen, wo sie von mehr als 20 % der Bevölkerung gesprochen werden, sowie allen Nichtbürgern die lettische Staatsbürgerschaft zu geben. Sie unterstützt engere Bindungen an Russland. Vor dem lettischen NATO-Beitritt 2004 machte sich die PCTVL den Standpunkt der russischen Regierung zu eigen und sprach sich als einzige größere politische Organisation in Lettland dagegen aus. Wirtschaftliche Themen stehen weniger im Vordergrund, hier neigt die PCTVL zu linken Standpunkten.

## Geschichte
Für Menschenrechte im vereinten Lettland wurde im Mai 1998 aus drei Parteien gebildet, der Partei der Volksharmonie, der Partei für Gleichberechtigung und der Sozialistischen Partei Lettlands, die alle hauptsächlich von den Menschen russischer Sprache unterstützt wurden. Sie gewann bei den lettischen Parlamentswahlen von 1998 16 von 100 Sitzen und 2002 25 von 100 Mandate. Nach den erfolgreichen Lokalwahlen in Rīga 2001, bei denen 13 von 60 Sitzen erobert werden konnten, wurde die PCTVL Teil der Stadtregierung und ihr Mitglied Sergejs Dolgopolovs Vize-Bürgermeister. Auf Landesebene blieb die Partei bislang in der Opposition.
Die bekanntesten Anführer der Partei waren Jānis Jurkāns, Alfrēds Rubiks und Tatjana Ždanoka. Rubiks und Ždanoka waren zuvor bereits als Führer der Lettischen kommunistischen Partei und der Bewegung gegen die lettische Unabhängigkeit in den frühen 1990er Jahren hervorgetreten. Heute setzt sich Ždanoka vor allem für die Rechte sogenannter Nichtbürger Lettlands ein. Sie ist bei der russischen Gemeinschaft relativ beliebt, aber sehr unbeliebt bei den ethnischen Letten. Dies ist einer der Gründe, weshalb es der PCTVL auf Landesebene bisher versagt blieb, Regierungsverantwortung zu übernehmen. Keine der großen Parteien konnte es sich mit Rücksicht auf ihre lettischen Wähler leisten, mit Rubiks und Ždanoka eine Koalition einzugehen.
Die PCTVL löste sich 2003 teilweise auf. Die Partei der Volksharmonie (Tautas Saskaņas partija) verließ das Bündnis als erste, die Sozialistische Partei Lettlands (Latvijas Sociālistiskā partija) folgte ein halbes Jahr später. Beide gründeten 2005 das neue Bündnis Saskaņas Centrs (Zentrum der Harmonie). Auch Sergejs Dolgopolovs trat mit der Absicht, eine neue Partei zu gründen, aus der Partei aus. Der PCTVL blieben von ursprünglich 25 nur noch 6 Mitglieder in der Saeima. Bei den Parlamentswahlen 2006 wurde sie jedoch von Saskaņas Centrs überflügelt und seit den Wahlen 2010 konnte sie kein Parlamentsmandat mehr gewinnen.

## Europäisches Parlament
Auf europäischer Ebene ist die PCTVL bzw. LKS suspendierts Mitglied der Europäischen Freien Allianz (EFA), einem Bündnis regionalistischer Parteien. Einer ihrer Vorschläge ist die Gründung einer europaweiten Partei ethnischer Russen. Die Partei unterstützt ein föderales Europa mit einem „gemeinsamen Politik- und Wirtschaftsraum von Lissabon bis Wladiwostok“. Ihr erstes Mitglied des Europäischen Parlaments, Tatjana Ždanoka, wurde 2009 gewählt und 2014 sowie 2019 wiedergewählt. Die Partei ist fraktionslos.

## Ergebnisse bei lettischen Parlamentswahlen
- Parlamentswahl 1998: 14,1 %, damit 16 Sitze (von 100) – die Sitze wurden ursprünglich von der Tautas Saskaņas partija gewonnen
- Parlamentswahl 2002: 19,0 %, damit 25 Sitze (von 100)
- Parlamentswahl 2006: 6,0 %, damit 6 Sitze (von 100)
- Parlamentswahl 2010: 0 Sitze
- Parlamentswahl 2011: 0 Sitze
- Parlamentswahl 2014: 1,6 %, keine Sitze
- Parlamentswahl 2018: 3,2 %, keine Sitze
- Parlamentswahl 2022: 3,6 %, keine Sitze